# Choluteca (stad)
Choluteca is een gemeente (gemeentecode 0601) en hoofdstad van het departement Choluteca in Honduras. De gemeente grenst aan de Golf van Fonseca. Door de stad stroomt de rivier Choluteca.

## Geschiedenis
Op deze plek had de inheemse bevolking, waarschijnlijk de Chorotega, een stad gesticht die ze Cholutecal noemden. Deze naam verwijst mogelijk naar hun stad Cholollan (Cholula).
De eerste Spanjaarden kwamen hier aan in 1522. In 1535 stichtte de kapitein Cristóbal de la Cueva hier een dorp met de naam Xerez de la Frontera de la Choluteca de mis Reales Tamarindos. Xerez de la Frontera verwijst naar Jerez de la Frontera, de geboortestad van De la Cueva. Tamarindos verwijst naar de tamarindeboom.
In de 17e eeuw was Choluteca het centrum van een belangrijk mijnbouwgebied.

## Moderne tijd
Choluteca is de enige grote Hondurese stad aan de Pan-Amerikaanse Snelweg tussen El Salvador en Nicaragua. Hierdoor is het een belangrijk centrum voor de overslag van goederen.
In 1998 is de stad ernstig beschadigd door overstromingen die veroorzaakt werden door de orkaan Mitch. Van alle plaatsen waar de storm langs trok viel de meeste regen in Choluteca: 914 mm. De Choluteca stond zes keer zo hoog als normaal. Hierdoor liepen hele wijken onder.
Men kan de stad bereiken door een zilverkleurige brug over de Choluteca. Deze brug is in de jaren 30 gebouwd door het Leger van de Verenigde Staten. De brug heeft de orkaan Mitch overleefd. De weg die ernaartoe leidde werd echter beschadigd.
Choluteca ligt in een belangrijk landbouwgebied. Er wordt suikerriet, cantaloupes, watermeloenen, zoete aardappelen en okra verbouwd. Ook worden er garnalen en vis gekweekt en gevangen. Verder wordt er zout en enkele kostbare metalen gewonnen. Veel van deze producten zijn bestemd voor de export.
Elk jaar wordt in december het Internationale Festival van de Culturen (Festival Internacional de las Culturas) gehouden.

## Geboren in Choluteca
- 1780: José Cecilio del Valle, president van Centraal-Amerika. Zijn huis Casa Valle aan het centrale plein is nu een cultureel centrum. Het huis is te zien op de achterkant van het biljet van 100 Lempira.
- Dania Prince, Miss Earth in 2003
- Andy Najar (16 maart 1993), voetballer

## Bevolking
De bevolking is als volgt verdeeld:
| Vrouwen | 83.506 | 52,3% |
| Mannen  | 76.233 | 47,7% |

## Dorpen
De gemeente bestaat uit 26 dorpen (aldea), waarvan de grootste qua inwoneraantal: Choluteca (code 060101), Fray Lazaro (060112), Linaca (060116), Santa Rosa de Sampile (060124) en Tapaire (060125).

## Klimaat
Choluteca heeft een warm en droog klimaat: